# 신한혁명당
신한혁명당(新韓革命黨)은 1915년 3월 중국 상하이에서 조직된 독립 운동 단체이다.

## 창립
성낙형(成樂馨), 유동열(柳東說) 등 독립운동가들은 북경에서 상해로 가서 박은식(朴殷植), 신규식(申圭植), 이상설(李相卨)·이춘일(李春日)·유홍렬(劉鴻烈) 등을 만나서 신한혁명당을 조직하였다.
1915년 당시는 제1차 세계대전 중이었는데, 이들은 동맹국이 승리할 것이라고 보았다. 때문에 전쟁이 끝나면 독일은 연합국의 일원으로 1914년 11월 독일에 선전포고를 했던 일본을 공격할 것이며, 이때 국가적으로 일본에 원한이 있고 당시 반중정서가 심화되던 중국도 함께 할 것이라고 예상했다. 이때 이들의 힘을 빌린다면 독립을 성공할 수 있을것이라 생각했다. 독일과 중국은 당시에 모두 제정정치 국가였는데 이들의 도움을 받기 위해서는 공화정이 아닌 제정정치를 해야한다고 보았다. 그래서 우선 제정체제를 표방하고 고종을 내세울 필요가 있다는 데 의견을 모았다. 그러나 정작 주요 당원들의 대부분은 이미 공화주의자였다.

## 활동
이들은 상하이에 본거지를 두고 고종을 당수로 추대하였고, 각 부의 장관을 두어 제정정부를 표방하였다.
신한혁명당은 크게 2가지 활동을 하였다. 첫번째는 일본과의 전쟁이 일어날 경우 전쟁에서 중국을 지원하기 위해서 안펑선(安奉線) 철도를 파괴하는 것이었다. 그러나 이 계획은 21개조 요구를 중국이 받아들이면서 중일개전의 가능성이 사라져 무산된다. 두번째 계획은 고종으로부터 권한을 위임 받아서 중국 정부와 중한의방조약(中韓誼邦條約)이라는 밀약을 맺는 것이었다. 그러나 이것또한 1915년 7월 성낙형 등이 서울에서 고종과 접촉할 방법을 협의하던 중 일본 경찰에게 발각되어 수포로 돌아갔다. 이 두가지 활동에 실패한 이후에는 뚜렷한 성과를 보이지 못하다가 해산되었다.
신한혁명당이 실패한 이유에는 국제 정세에대한 예측이 크게 틀어진 것과 중국이 일본에게 굴복한것, 그리고 당의 방향성과 당원들의 사상이 일치하지 못한점 등이 작용하였다. 이들의 시도는 당시 국제정세 및 중국정세에 대한 판단의 미숙성을 드러낸 것이었다. 하지만 국제정세에 대한 적극적인 인식과 독립의 기회포착 의지를 보여주기도 한다.

1. ↑  “우리역사넷”. 2020년 7월 26일에 확인함.
2. ↑  “신한혁명당(新韓革命黨) - 한국민족문화대백과사전”. 2020년 7월 26일에 확인함.